# Hidra (constelație)
Hidra  (Hydra, în latină) este o constelație din sudul ecuatorului ceresc. 

## Descriere și localizare

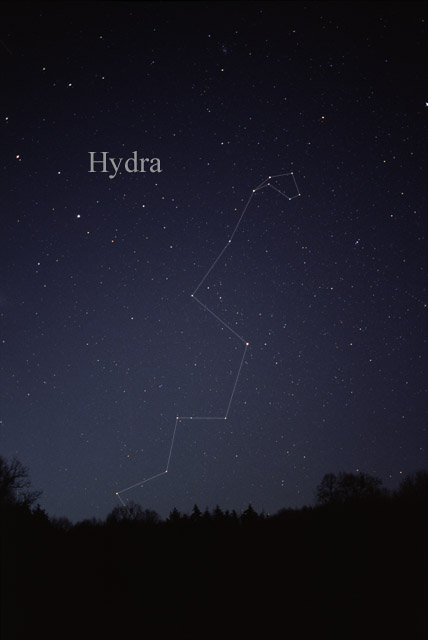
Constelația Hidra văzută cu ochiul liber. Pentru identificarea mai ușoară au fost trasate linii între stele.

Este cea mai mare dintre cele 88 de constelații moderne cu o suprafață de 1303 grade pătrate și, de asemenea, cea mai lungă întinzându-se peste 100 de grade: capătul nordic începe chiar sub constelația Racul iar cel sudic se termină lângă Balanța și Centaurul. Din zona noastră poate fi observată primăvara în sud, jos la orizont.
Întrucât stelele sale sunt palide Hidra este o constelație mai greu de remarcat. Singura stea luminoasă este Alphard care atinge o magnitudine aparentă de 1,98.

## Istorie
Constelația Hidra a fost citată de Aratos, în poemul său, Phainomena, apoi de Ptolemeu, repertoriată în lucrarea sa Almageste.

## Mitologie
Ea reprezintă Hidra, ucisă de Hercule, în cea dea doua muncă a sa, din cele douăsprezece.
În Mesopotamia antică constelația Hidra era asociată zeului Ningishzida.

## Obiecte cerești
Din cauza lungimii sale, constelația Hidra conține mai multe obiecte astrale, ca roiul deschis M48, roiul globular M68 și galaxiile spirale NGC 3621 și M83, aceasta din urmă fiind printre cele mai strălucitoare galaxii vizibile din emisfera sudică. Ea conține și obiectul MRC 1138-262 mai întâi cunoscut ca sursă radio, datorată unei găuri negre supermasive, apoi ca un roi de galaxii.